# Jocaste
Jocaste is een geslacht van kreeftachtigen uit de klasse van de Malacostraca (hogere kreeftachtigen).

## Soorten
- Jocaste japonica (Ortmann, 1890)
- Jocaste lucina (Nobili, 1901)
- Jocaste platysoma Fransen, 1994